# Bandera de Abades
La bandera de Abades es el símbolo más importante de Abades, municipio de la provincia de Segovia, comunidad autónoma de Castilla y León, en España. 

## Descripción
La bandera de Abades fue oficializada el 21 de mayo de 1996, y su descripción heráldica es:

«Bandera Municipal: Bandera cuadrada de proporción 1:1, de color rojo, con un aspa blanca cargada en su centro del Escudo municipal en sus colores.»
Boletín Oficial de Castilla y León nº 113/2003